# Bermúdez
Bermúdez é um município da Venezuela localizado no estado de Sucre.
A capital do município é a cidade de Carúpano.